# Comuna Lipnița, Constanța
Lipnița este o comună în județul Constanța, Dobrogea, România, formată din satele Canlia, Carvăn, Coslugea, Cuiugiuc, Goruni, Izvoarele și Lipnița (reședința).

## Caracteristici generale
Comuna Lipnița, situată în sud-vestul județului la o distanță de 104 km de municipiul Constanța și la 40 km de Călărași. Are următoarele vecinătăți: la nord-est comuna Oltina și comuna Băneasa, la sud-est Bulgaria, la sud-vest comuna Ostrov. Are o suprafață totală de 18,411 km² și o populație de 3.793 locuitori (2002).
Comuna Lipnița este așezată într-o zonă deluroasă, cu relief de podiș caracteristic platformei Dobrogei dunărene.
Rețeaua hidrografică a comunei este reprezentată de fluviul Dunărea și lacul Iarmac.
În componența comunei sunt șapte sate: Lipnița – satul de reședință, Canlia, Carvăn, Coslugea, Cuiugiuc, Goruni și Izvoarele.
Față de reședinta comunei, celelalte localități componente se găsesc la o distanță cuprinsă între 5 km (satul Goruni) și 16 km (satul Cuiugiuc).
Drumul național Ostrov – Constanța DN3 asigură legătura cu municipiul Constanța. Cea mai apropiată stație feroviară este la Cobadin, situată la 64 km.
Comuna are o economie agrară și dispune de o suprafață agricolă de 13.928 ha, din care 9.234 ha suprafață arabilă, 3.483 ha pășuni, 1.211 ha vii și livezi.
Fondul forestier deține 2.300 ha, din care 1,5 ha proprietate privată, iar restul este în proprietatea Ocolului Silvic Băneasa.

## Demografie
Componența etnică a comunei Lipnița
     Români (84,98%)
     Turci (9,42%)
     Alte etnii (0,24%)
     Necunoscută (5,35%)
Componența confesională a comunei Lipnița
     Ortodocși (84,01%)
     Musulmani (9,63%)
     Alte religii (0,7%)
     Necunoscută (5,67%)
Conform recensământului efectuat în 2021, populația comunei Lipnița se ridică la 2.876 de locuitori, în scădere față de recensământul anterior din 2011, când fuseseră înregistrați 3.168 de locuitori. Majoritatea locuitorilor sunt români (84,98%), cu o minoritate de turci (9,42%), iar pentru 5,35% nu se cunoaște apartenența etnică. Din punct de vedere confesional, majoritatea locuitorilor sunt ortodocși (84,01%), cu o minoritate de musulmani (9,63%), iar pentru 5,67% nu se cunoaște apartenența confesională.

## Politică și administrație
Comuna Lipnița este administrată de un primar și un consiliu local compus din 11 consilieri. Primarul, Nicolae-Florin Dinu[*], de la Partidul Național Liberal, este în funcție din octombrie 2020. Începând cu alegerile locale din 2024, consiliul local are următoarea componență pe partide politice:
|  | Partid                          | Consilieri | Componența Consiliului | Componența Consiliului | Componența Consiliului | Componența Consiliului | Componența Consiliului |
|  | ------------------------------- | ---------- | ---------------------- | ---------------------- | ---------------------- | ---------------------- | ---------------------- |
|  | Partidul Social Democrat        | 5          |                        |                        |                        |                        |                        |
|  | Partidul Național Liberal       | 5          |                        |                        |                        |                        |                        |
|  | Alianța pentru Unirea Românilor | 1          |                        |                        |                        |                        |                        |

## Vezi și
- Canaralele Dunării (sit de importanță comunitară)
- Cuiugiuc (sit de importanță comunitară)
- Băneasa - Canaraua Fetei (arie de protecție specială avifaunistică inclusă în rețeaua europeană Natura 2000 în România).
- Dunăre - Ostroave (arie de protecție specială avifaunistică)
- Pădurea și Valea Canaraua Fetii - Iortmac (sit de importanță comunitară)